# Chiesa di Santa Maria Nova (Vicenza)
Santa Maria Nova è una ex chiesa conventuale di Vicenza della fine del Cinquecento attribuita all'architetto Andrea Palladio, che l'avrebbe progettata intorno al 1578, due anni prima della morte, senza poterla realizzare.
Rappresenta una delle ultime opere di Palladio e l'unica architettura religiosa progettata e costruita dall'architetto nella sua città, dove per il resto si limitò a interventi su parti di edifici sacri (come la cappella Valmarana, un portale e la cupola della cattedrale e, forse, il portale della chiesa di Santa Maria dei Servi). È inserita dal 1994 nell'elenco dei 23 monumenti palladiani della città facenti parte dei patrimoni dell'umanità dell'UNESCO.
La chiesa è stata utilizzata fino al 2023 dal comune come deposito degli archivi della Biblioteca civica Bertoliana ed è stata riaperta al pubblico dopo lo sgombero per la prima volta il 6 gennaio 2024.

## Storia

### Origini
Circa la sua origine, narra il Barbarano che "nell'anno 1538, alli 23 di luglio con la debita licenza uscirono dal Monistero di Sant'Antonio di Schio quattro monache, cioè Suor Lodovica Trenta, Suor Angelica e Suor Benvenuta sorelle della famiglia Lanzè, con Suor Domicilia Manfroni. Queste, venute a Vicenza, comperarono alli X ottobre con l'aiuto di D. Agostino Branzo terreno bastevole per fabbricare una Chiesa e Monistero nella contrada di Bello nel Borgo di Porta Nova".
Il convento, costruito a partire dal 1539, divenne fra i più importanti della città e accolse come monache agostiniane numerose figlie delle famiglie aristocratiche vicentine: Valmarana, Piovene, Angarano, Revese, Garzadori, Monza.
Nel 1573 il nobile vicentino Lodovico Trento destinò una forte somma di denaro per il rifacimento della chiesetta primitiva annessa al convento. La chiesa fu completata solo nel 1590 e consacrata nel 1616, in onore dell'Annunciazione di Maria, da Raffaele Inviziati, vescovo di Zante e Cefalonia, che reggeva allora la Chiesa vicentina per conto del vescovo Giovanni Delfino, cardinale.
Il titolo della chiesa - come quello di molte altre esistenti nella città di Vicenza a partire, sia in ordine cronologico che d'importanza, dalla chiesa cattedrale - è dimostrazione della devozione mariana dei cattolici vicentini. L'attributo "Nova" deriva o dal fatto che la chiesa fosse, al tempo in cui venne costruita, l'ultima in ordine di successione ad essere dedicata alla Vergine, o dal fatto di trovarsi nel borgo di Porta Nova.

### Progetto di Palladio

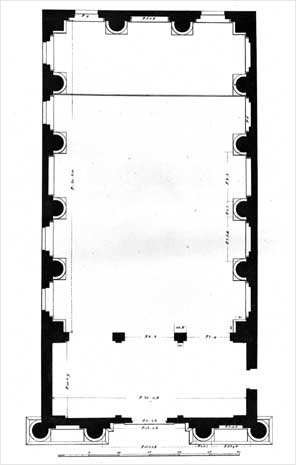
Pianta da Ottavio Bertotti Scamozzi, 1776

Aggiunge lo stesso Francesco Barbarano che "per essere moderna, questa chiesa si rende molto riguardevole". Nonostante non vi sia alcun documento che attesti la paternità palladiana della chiesa, né si siano conservati disegni autografi, appare molto probabile che la chiesa sia frutto di un progetto palladiano steso intorno al 1578 e realizzato (dopo la morte di Palladio avvenuta nel 1580) ad opera del capomastro Domenico Groppino, il cui nome appare invece nelle carte. Del resto, nel 1583 Montano Barbarano — il committente del palladiano palazzo Barbaran da Porto di contra' Porti — destinava una notevole somma di denaro alla costruzione della chiesa di questo monastero che accoglieva le sue due figlie, e Domenico Groppino risulta essere il costruttore di fiducia di Montano. È l'evidenza dell'architettura della chiesa a escludere che il Groppino, un semplice capomastro, possa esserne l'ideatore.

### Vicende successive
Le monache agostiniane gestivano un educandato per nobili giovani vicentine che durò fino al 1797 quando, con l'arrivo dei francesi, le religiose furono costrette a evacuare il convento. In seguito alla soppressione determinata dai decreti napoleonici del 1806 e 1810, chiesa e convento divennero patrimonio demaniale e adibiti di volta in volta a caserma e magazzino e infine acquistati dal Comune.
Questo, mediante permuta con il palazzo Cordellina di contrà Riale, cedette tutto il corpo della fabbrica alla Fondazione Cordellina, la quale, dopo i necessari adattamenti, nell'ottobre del 1927 vi trasferì da contrà San Marcello l'omonimo collegio-convitto comunale. Ma ben poco durò questa istituzione, perché la migliorata nuova sede e l'antica fama di convitto modello non impedirono la sua rapida decadenza, soprattutto da quando si vollero imporre nuovi metodi educativi e furono chiamati alla direzione nuovi preposti: il collegio cessò di funzionare nel 1929 e l'edificio venne adibito dapprima ad usi militari e dopo la seconda guerra mondiale a centro dei profughi giuliano-dalmati, fino agli anni sessanta.
Negli anni settanta la chiesa era di pertinenza della parrocchia di Santa Croce Carmini. Negli anni ottanta subì un restauro.
La chiesa a partire dal 2007 venne utilizzato come magazzino di parte dell'archivio storico della Biblioteca Bertoliana, per venire sgomberata alla fine del 2023 e riaperta al pubblico per la prima volta il 6 gennaio 2024.

## Descrizione

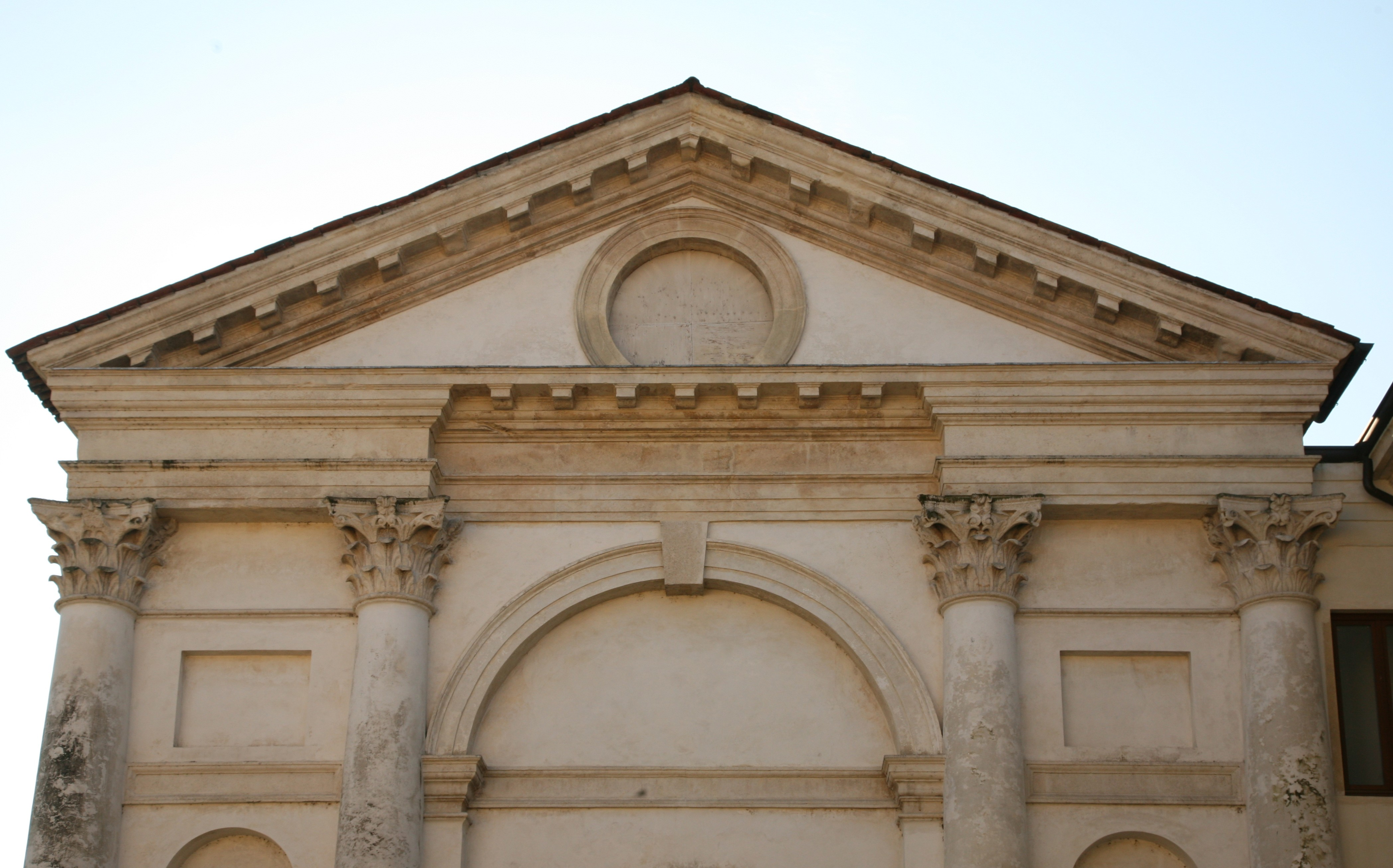
Dettaglio del timpano della facciata

### Esterno
La facciata è di una classica e monumentale correttezza: quattro colonne poggianti su di un alto zoccolo reggono la trabeazione e il timpano triangolare che ha un foro circolare al centro: un finestrone, ora accecato, era aperto sopra la porta e dava luce al coretto (l'area riservata alle monache): due nicchie poco profonde con sovrapposte due finestre pure cieche sagomano gli spazi vuoti degli intercolunni.

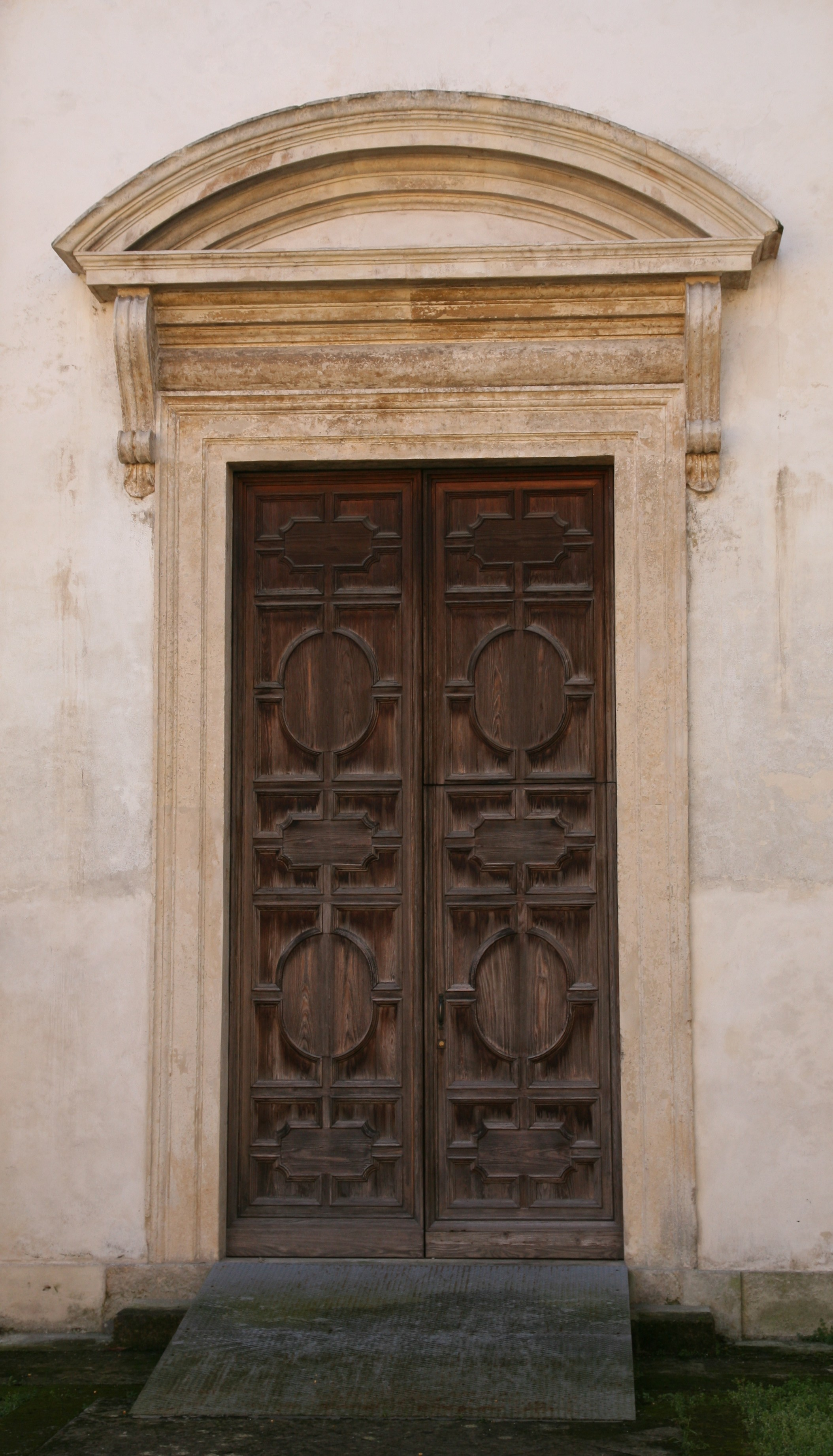
Portale d'ingresso
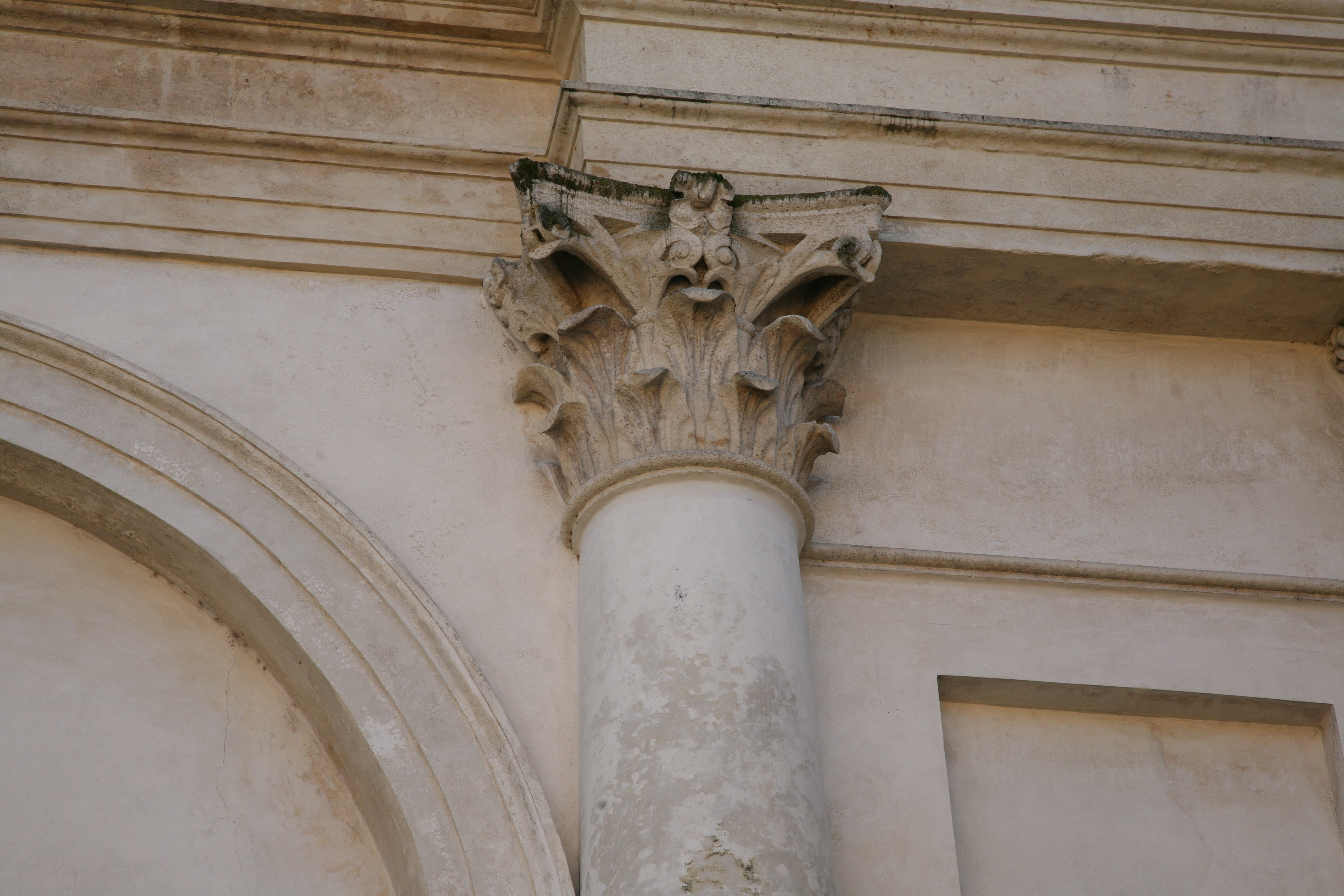
Dettaglio di colonna

### Interno

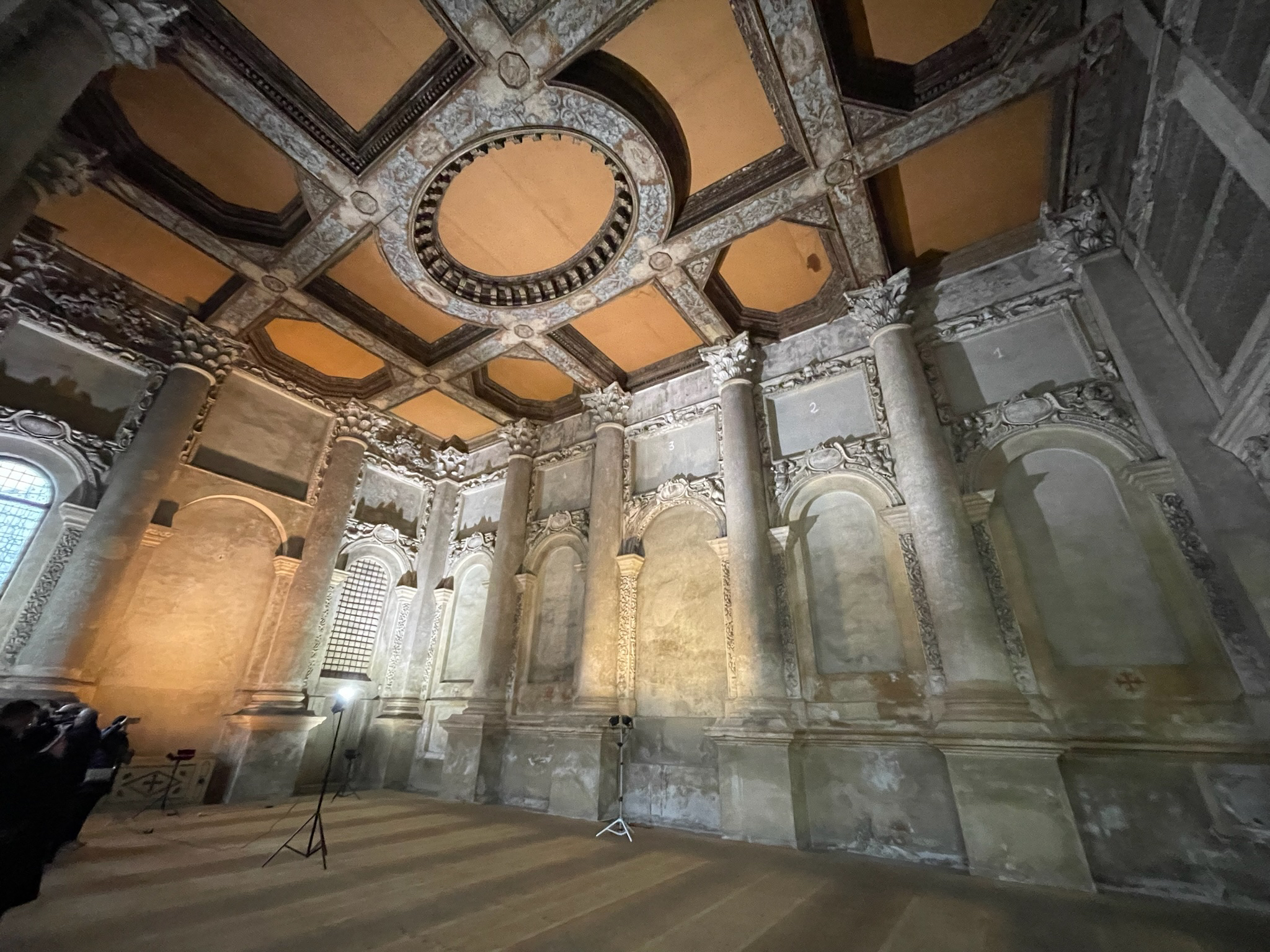
Interno della chiesa

La chiesa è ad aula unica, presentata come la cella di un tempio antico, interamente fasciata da semicolonne corinzie su basamenti: qualcosa di molto vicino a un tempio romano di Nîmes, disegnato da Palladio nei Quattro Libri dell'Architettura. La forza e la libertà inventiva dell'interno e anche della facciata difficilmente possono prescindere dal nome di Andrea Palladio, se non altro perché un semplice imitatore avrebbe usato un registro più convenzionale: caso mai sono da ascrivere al Groppino alcuni errori e incertezze di esecuzione.
L'interno nulla conserva della fastosità di un tempo, quando i suoi cinque altari si fregiavano di pregevoli dipinti; pur nel suo attuale stato presenta ancora un senso di distinzione e di singolarità, con le pareti decorate a stucchi e il soffitto ducale a cassettoni, da cui però sono scomparsi i dipinti che vi erano inquadrati.
Il modesto altare attuale, in legno, proviene dai depositi della vicina parrocchia di Santa Croce Carmini.

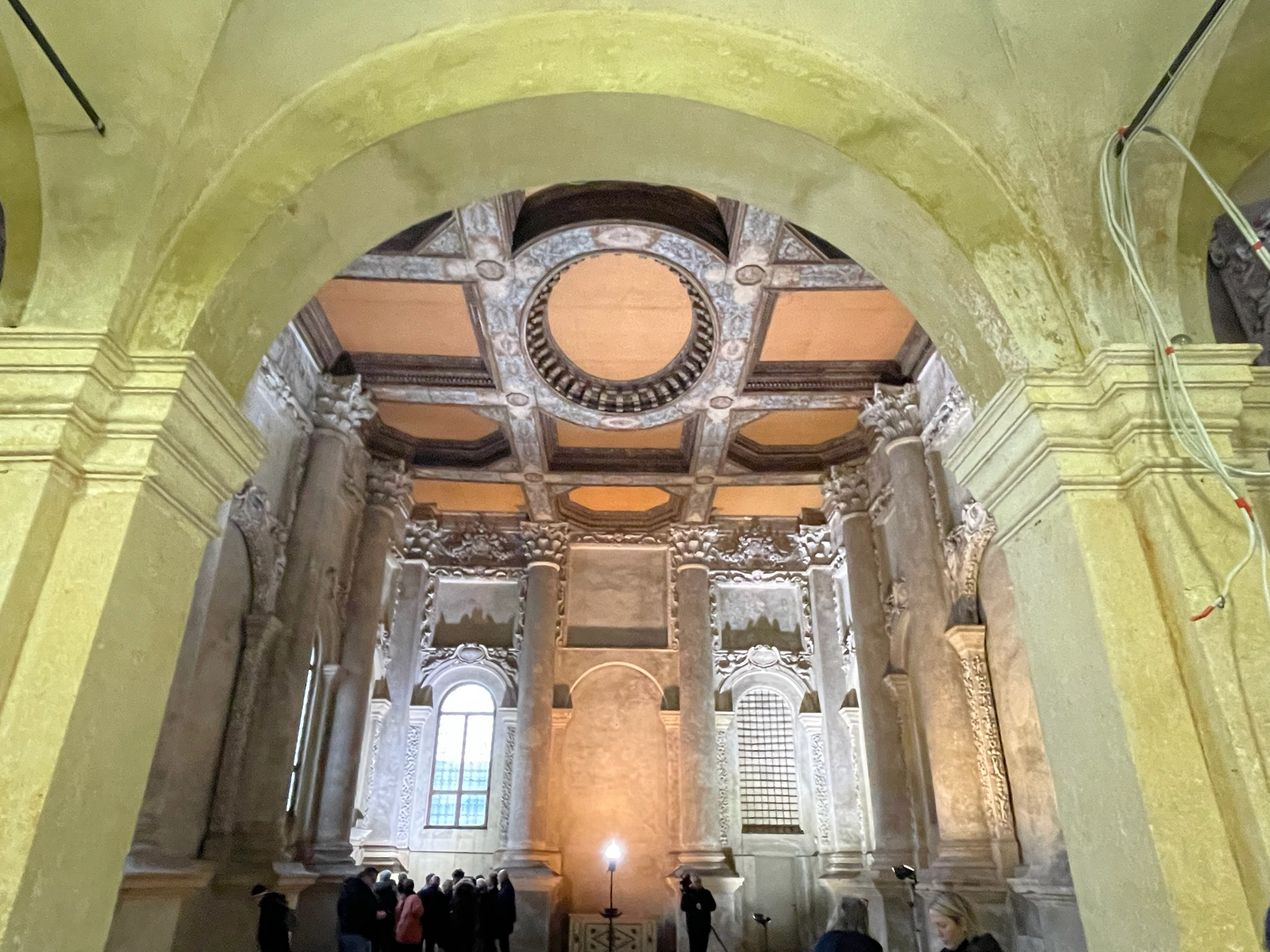
Vista dell'interno dall'ingresso
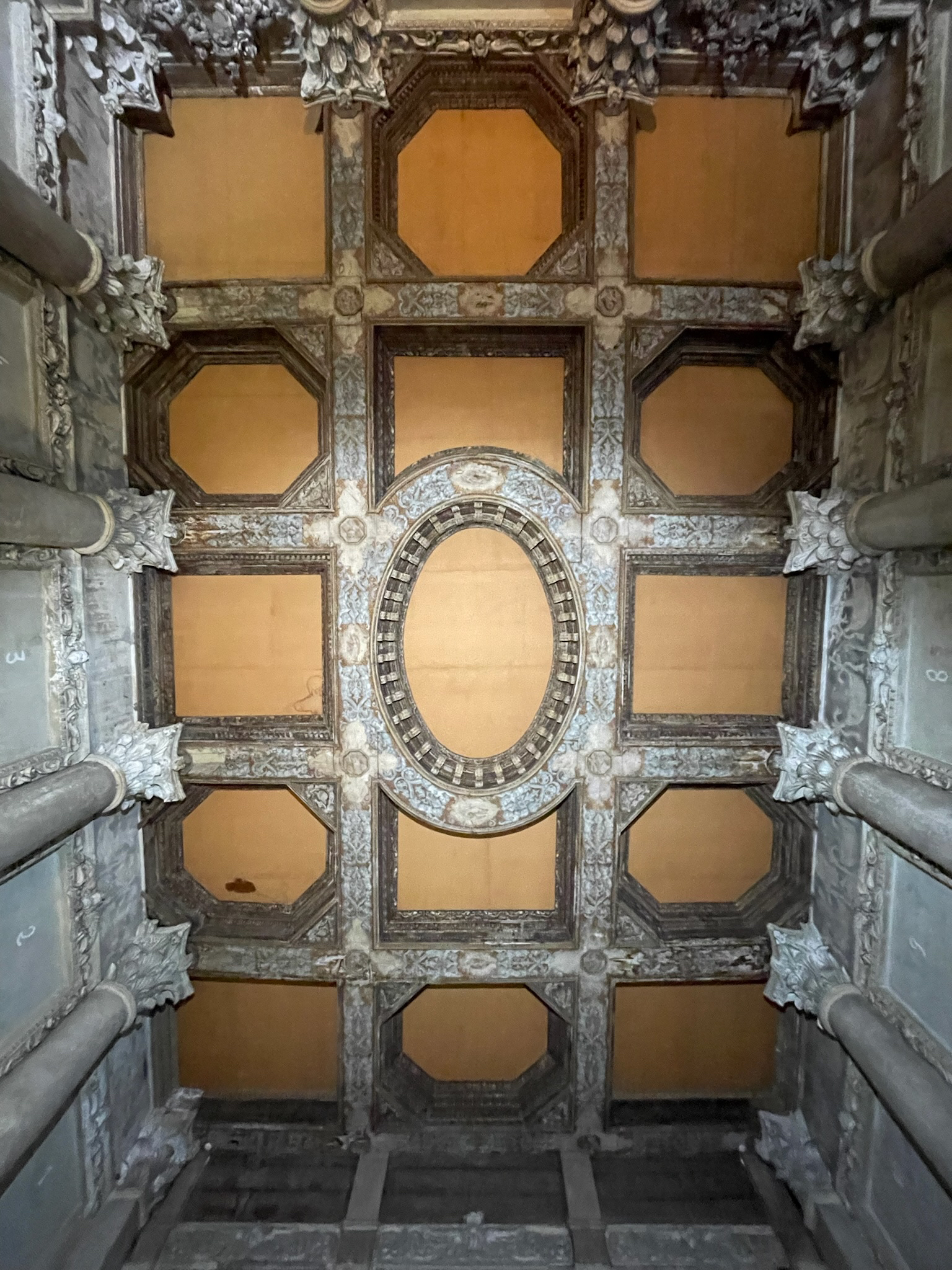
Il soffitto a lacunari
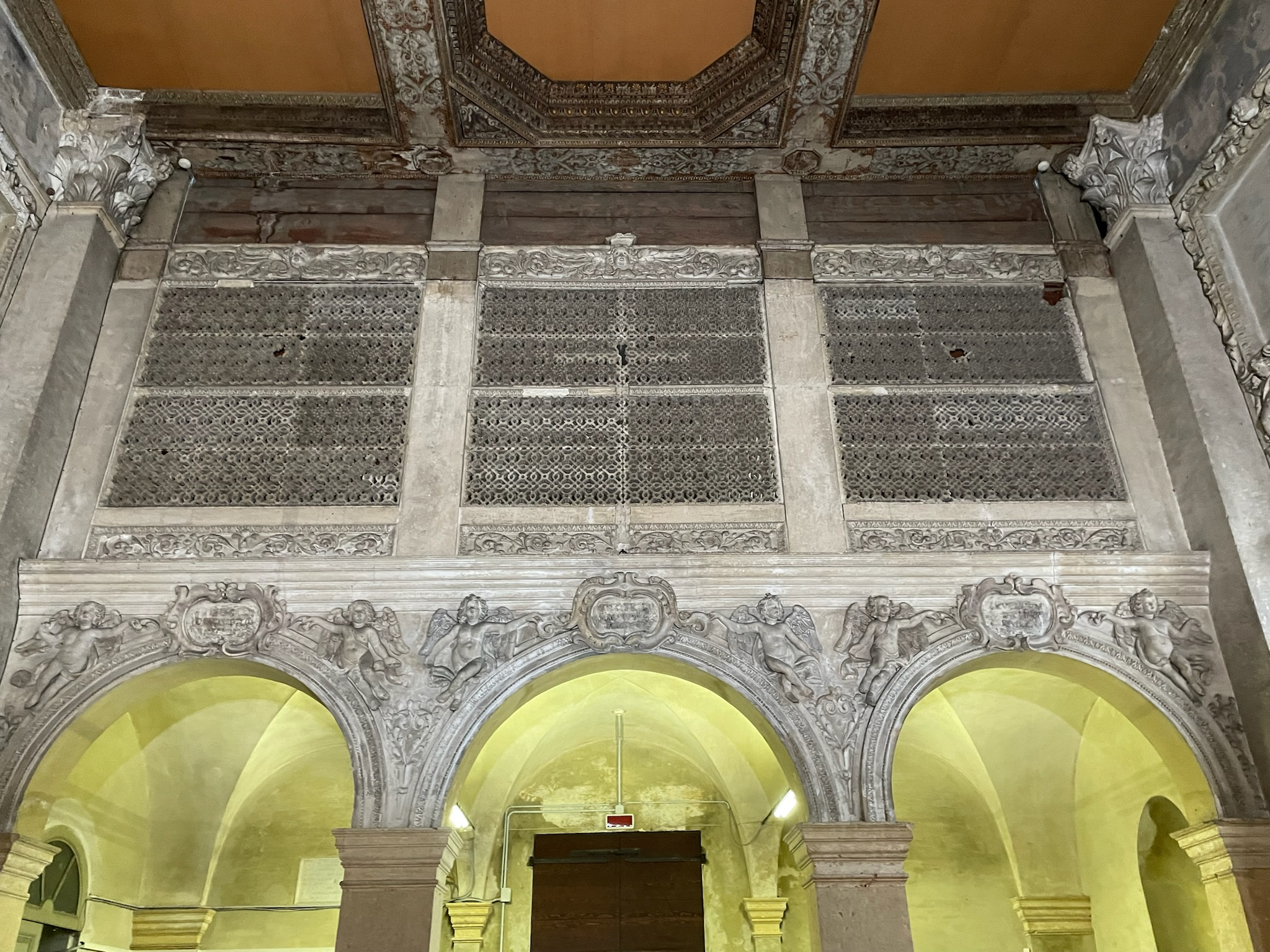
Il coretto; celate dalle grate, le monache potevano assistere indisturbate alle funzioni religiose

#### Decorazione

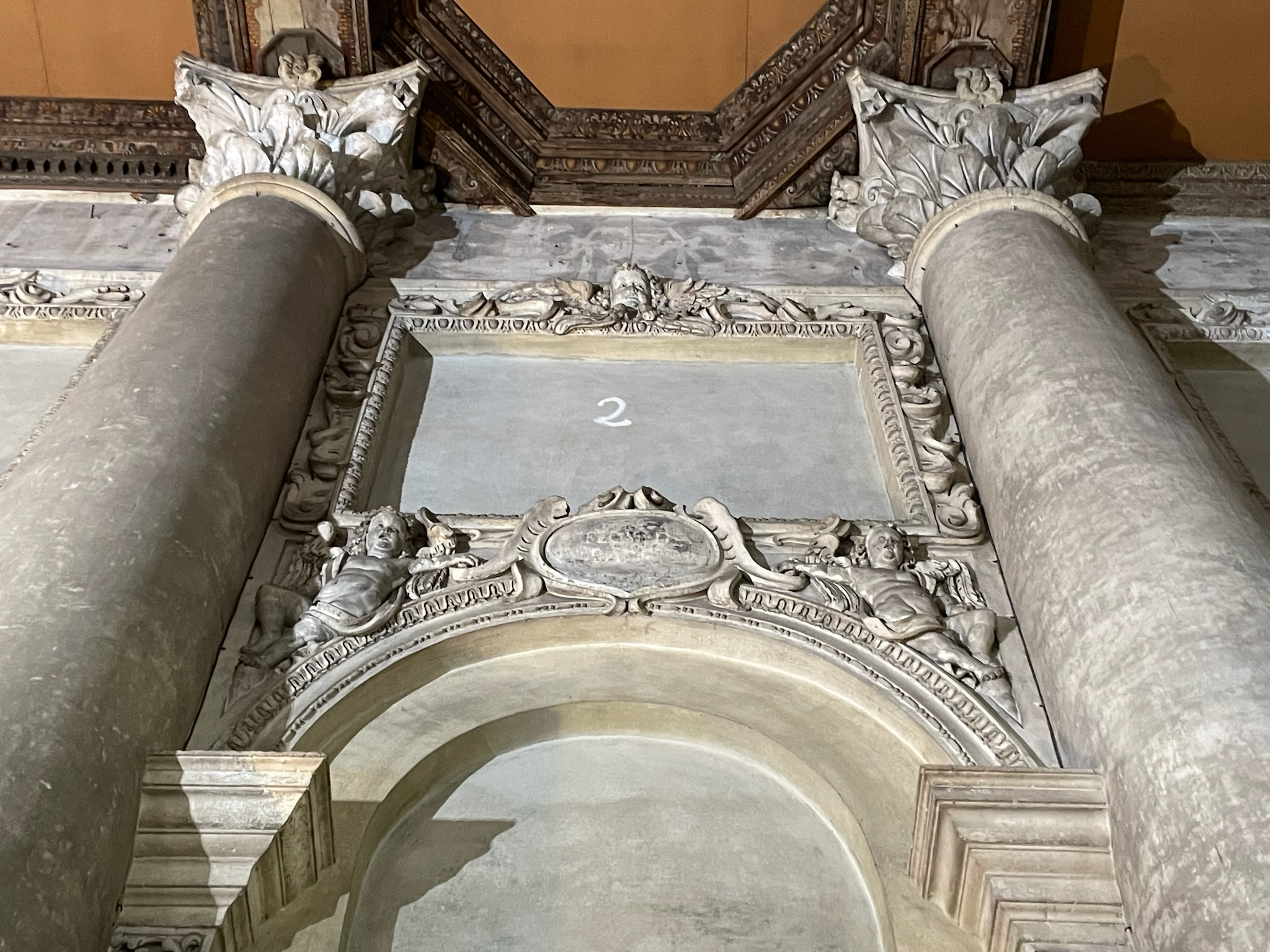
Dettaglio delle colonne e della decorazione a stucco dell'interno

L'interno della chiesa era decorato, sia alle pareti laterali sia nei lacunari del soffitto, con le tele dei maggiori artisti operanti a Vicenza nel Cinquecento e Seicento, come Francesco Maffei, i Maganza (i collaboratori di Alessandro Maganza), Andrea Vicentino, Palma il Giovane, Giulio Carpioni. Nella parete di sinistra, partendo dall'ingresso, erano collocati La Pentecoste, Gesù che disputa tra i dottori, La presentazione di Gesù al Tempio, L'adorazione dei pastori e La visitazione di Maria a Elisabetta. A destra, dalla facciata verso l'altare maggiore, La resurrezione di Cristo, La crocefissione, L'andata al Calvario e in pendant, La circoncisione, La flagellazione di Cristo e L'orazione nell'orto.
Le opere d'arte furono disperse dopo che la chiesa fu sconsacrata agli inizi dell'Ottocento. Di esse sopravvivono le tre grandi pale inserite in origine nella parete di fondo della chiesa: L'annunciazione di Palma il Giovane, oggi collocata nella Chiesa della Madonna dell'Orto a Venezia, L'incoronazione di spine di Alessandro Maganza, data in deposito dalle Galleria dell'Accademia di Venezia alla chiesa parrocchiale di Sossano, e Dio tra gli angeli con in basso San Francesco e Sant'Agostino e un donatore, di Andrea Vicentino, conservata nelle Gallerie dell'Accademia. Presso la Pinacoteca civica di Vicenza è inoltre conservato il dipinto Gesù che consegna le chiavi a Pietro di Francesco Maffei.